# بالع
بالِع یا اپسیلون دلو یک ستاره است که در صورت فلکی دلو قرار دارد.
در متون قدیمی، ستاره بالع نام ستارهٔ روشن‌تر از دو ستارهٔ سعد بُلَع است.